# 劉曉蘭
劉曉蘭（1819年—1909年），男，直隶河间人，清朝末年武術家，列名李洛能“八大弟子”之中，也是河北派形意拳主要傳承者之一。

## 生平
刘晓兰是直隸省河間府南裏店村（今河北省任丘市南裏店村）人。自幼喜好拳術，拜孫立亭學習八極拳，八極拳功夫非常精純，名聞遐邇。無有匹敵。先生在易州西陵一帶經商，開有米麵雜糧店、雜百貨鋪、肉鋪、長途運輸等生意。經商至山西時遇李洛能先生，經二人試技，劉曉蘭覺得形意拳靈動多變、神妙莫測，遂拜李洛能先生爲師習形意拳。經十幾年研煉得以大成，成爲著名武師。

## 武术成就
劉曉蘭先生把形意拳煉成後，達到了拳無拳意無意，出神入化的境界。一次，在一個方磚鋪地的大廳中練“鷹捉”，只見慢慢悠悠無聲無息地一步一步地抓過去，並無出奇之處，可腳下的方磚卻都被踩碎了。往前抓十幾步後，狸貓倒上樹回身，只一縱就回到了原處，腳剛落地又彈出十來步遠，進退如織布機上的梭子一樣，只見一條黑影往來，並看不清人形，輕如鴻羽，重如山嶽，快如疾風。站在一旁看的人，個個瞠目結舌。 
　　

## 弟子
劉曉蘭先生教授弟子很多，功夫煉成者有：石振發、劉維山、楊扶山、劉輪山、朱春芳、李雲山、南雲標、王老者、孫寶和、張聚川、陳鳳高等人。